# ياسوهيرو ماسودا
ياسوهيرو ماسودا (باليابانية: 増田康宏؛ بالكانا: ますだ やすひろ) هو لاعب شوغي ‏ ياباني، ولد في 4 نوفمبر 1997 في طوكيو في اليابان.